# Красилівка (Коростенський район)
Краси́лівка — село в Україні, у Словечанській сільській громаді Коростенського району Житомирської області. Населення становить 2800 осіб.

## Географія
Село розташовано на Словечансько-Овруцькому кряжі.
У селі річка Лізниця впадає у Норинь.

## Історія
У 1906 році — село Норинської волості Овруцького повіту Волинської губернії. Відстань від повітового міста 20 верст, від волості 5. Дворів 156, мешканців 1080.
У 1923—59 роках — адміністративний центр Красилівської сільської ради Словечанського району.